# Браунфельс (замок)
Браунфельс (нем. Schloss Braunfels) — старинный замок, расположенный к западу от курортного города Браунфельс в районе Лан-Дилль в центре федеральной земли Гессен. Находится на вершине базальтового скалистого холма. При основании служил резиденцией графов Сольмс. С XIII века и до настоящего времени остаётся в собственности графов Опперсдорф цу Зольмс-Браунфельс. Замок Браунфельс занимает господствующее положение в долине Ланталь. Его часто рассматривают как живописный и культурно-исторический аналог замка Шаумбург в нижней части долины Ланталь. Свой современный облик комплекс приобрёл в конце XIX века, когда в архитектурной моде были стили историзма в неоготики. Браунфельс является одной из самых посещаемых туристических достопримечательностей Гессена.

## История

### Ранний период
Замок впервые упоминается в 1246 году как Castellum Bruninvels. Первоначально оборонительные сооружения на этом месте возводились для защиты от нападений со стороны владений графов Нассау. С 1280 года каменный замок стал резиденцией графов Сольмс. После того, как родовой замок Зольмс был разрушен во время конфликта с Рейнским союзом городов, а собственность семьи была разделена между тремя линиями наследников по мужской линии, замок Браунфельс в 1384 году стал новой родовой резиденцией графов Зольмс-Браунфельс. Вскоре пресеклись две другие линии и прежние владения вновь оказались в одних руках. Это произошло в 1418 году. К счастью для представителей семьи Зольмс-Браунфельс их род не пресёкся в последующие века и его представители до сих пор владеют дворцово-замковым комплексом.

### Эпоха Ренессанса
Между XV и XVII веками произошли серьёзные изменения в жизни замка. В ходе масштабных реконструкций Браунфельс был значительно расширен и превратился из утилитарной крепости в прекрасный дворец. Первая перестройка произошла около 1500 года по инициативе графа Оттона II. С той поры сохранилась позднеготическая замковая часовня. Гравюра Августа Румпфа, которую Маттеус Мериан воспроизвел в своей книге Topographia Hassiae в 1655 году, позволяет увидеть замок до того, как он был преобразован во дворец в стиле барокко (после 1680 года).

### XVII–XVIII века

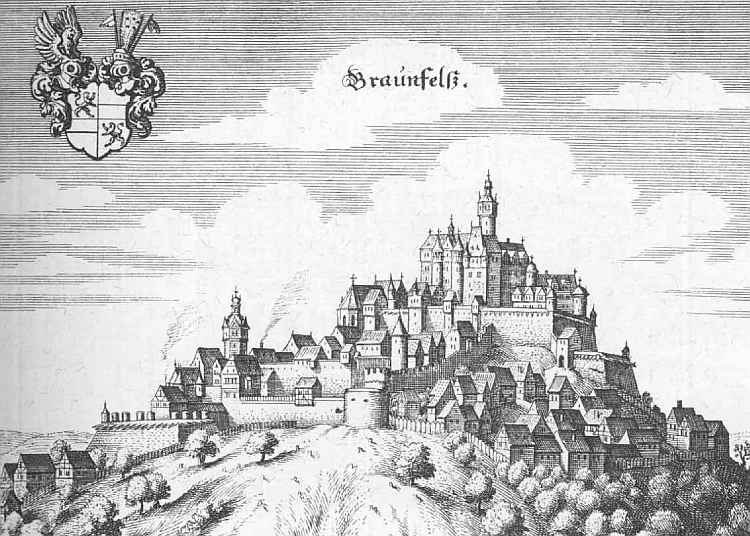
Замок Браунфельс на рисунке 1655 года

Во время Тридцатилетней войны замок Браунфельс не раз переходил из рук в руки и был сильно поврежден. Граф Иоганн Альбрехт I цу Зольмс-Браунфельс, который поддержал пфальцского курфюрста Фридриха V, оказался в опале у властей Священной римской империи. Замок Браунфельс был без боя занят испанскими войсками по приказу императора в 1621 году. В 1629 году граф Филипп Мориц фон Гогенсолмс начал осаду города и замка Браунфельс. В итоге он смог захватить крепость. Затем в 1630 году император Фердинанд II передал замок своему фельдмаршалу Иоганну Серкласу фон Тилли. Но уже в 1632 году Браунфельс завоевали шведы. В 1634 году они отдали его имперским войскам. Через год, в 1635 году, граф Людвиг Генрих фон Нассау-Дилленбург в ходе внезапной атаки смог взять Браунфельс под свой контроль. В 1640 году, после осады, замок захватили отряды веймарцев, воевавшие на стороне короля Франции. Наконец в 1641 году граф Иоганн Альбрехт II Зольмс-Браунфельс смог отвоевать родовое владение.
Граф Генрих фон Зольмс-Браунфельс (1648–1693) начал поэтапное восстановление дворцово-замкового комплекса. При реконструкции предпочтение отдавалось вошедшему в моду стилю барокко. Правда, почти полностью восстановленный замок в 1679 году оказался разрушен сильным пожаром. Пришлось начинать все работы сначала. Ставший главой рода граф Вильгельм Мориц в начале XVIII века сумел достаточно быстро восстановить Браунфельс. Однако полностью его грандиозные проекты, составленные с помощью архитектора Иоганна Филиппа Мейера из Вецлара так и не были реализованы. Основные работы завершились в около 1720 года.

### XIX век

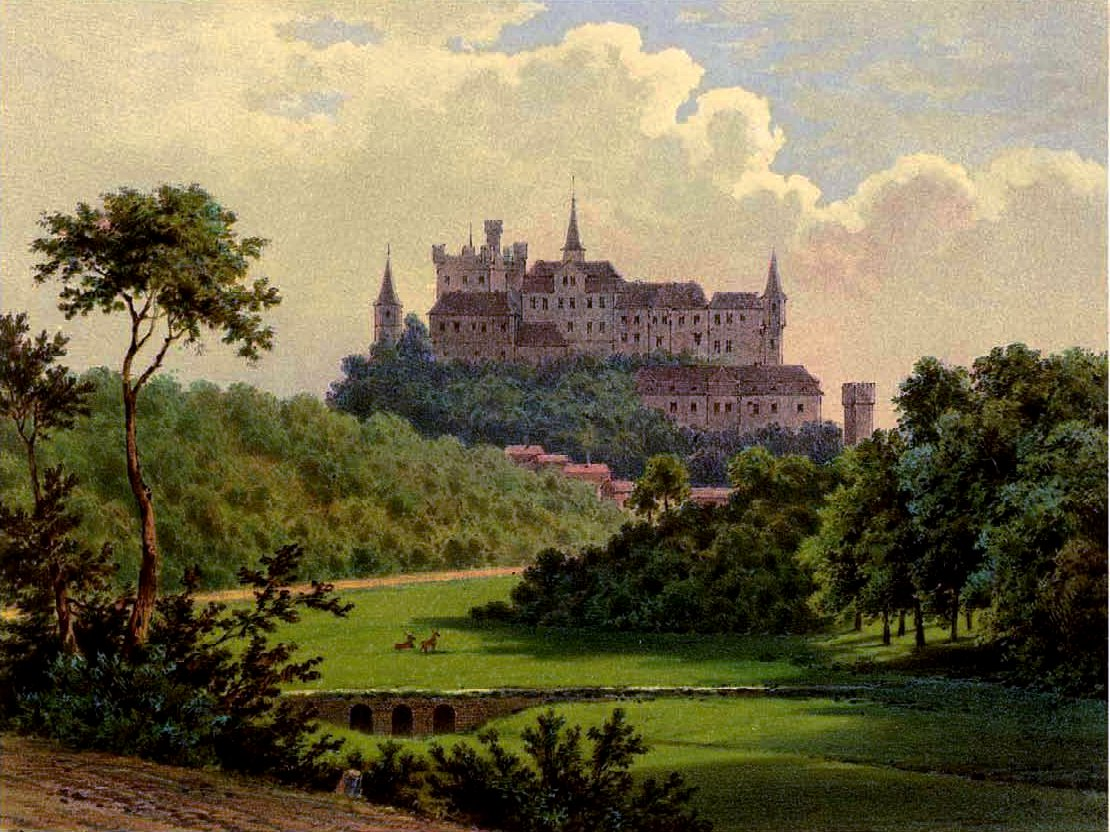
Замок на картине 1866 года

В 1803 году по инициативе Наполеон I началось кардинальное переустройство немецких государственных образований (Заключительное постановление Имперской депутации). В результате число относительно самостоятельных графств и герцогств за счёт укрупнения оказалось сокращено с примерно 300 до 30. Проводимые реформы, разумеется, затронули и князя Фердинанда цу Зольмс-Браунфельса. С политической независимость было покончено. Прежняя автономные владения были включены в состав герцогства Нассау. Правда, замок Браунсфельс остался частным владением княжеской семьи. С 1828 по 1848 год он служил резиденцией княжеской администрации Зольмс-Браунфельс.
Примерно в 1840 году князь Фердинанд провёл ремонт и реставрацию комплекса в неоготический стиле. Под влиянием идей романтизма ренессансным постройкам попыталиcь предать черты средневековой крепости. Следует иметь в виду, что в ту эпоху многие аристократы старались построить идеализированный полуфантастический замок, которого в действительности в Средние века не существовало (достаточно вспомнить короля Людвига II Баварского). Образцом для проекта реконструкции в духе Рейнской романтики послужил замок Райнштайн. Параллельно с работами в Браунфельсе князь Фердинанд построил недалеко от Грайфенштайна охотничий замок Дианабург.
С 1880 года князь Георг цу Зольмс-Браунфельс стал инициатором ещё одной масштабной реконструкции. Комплекс вновь расширили, а фасады украсили многочисленными эркерами, бартазанами и башенками в средневековом стиле. К работам привлекли Эжена Виолле-ле-Дюка и Эмиля Бесвилльвальда. Архитектурные проекты готовили Эдвин Опплер, Хуго фон Ритгена и Рудольф Вигманн. После этого никаких значительных изменений во внешнем облике комплекса не происходило.

### XX век
Замок благополучно пережил Первую мировую войну и не получил серьёзных повреждений во время Второй мировой войны.
В 1970 году после смерти последнего потомка мужского пола, князя Георга Фридриха цу Зольмс-Браунфельс (1890–1970), замок перешёл во владение Мари Габриэль, графини фон Опперсдорф-Зольмс-Браунфельс (умерла в 2003 году). Её супруг, Ганс Георг Граф фон Опперсдорф-Зольмс-Браунфельс (1920-2003) (из дворянского рода Опперсдорф), управлял имением и комплексом более 50 лет. Благодаря его активности Браунфельс прекрасно сохранился, а внутренние помещения пополнились коллекциями антикварной мебели.

## Современное использование
Замок открыт для посещения. Здесь в главном здании функционирует музей. В нём расположены постоянные экспозиции старинного оружия и произведений искусства, коллекции монет, медалей, одежды, мейсенского фарфора, столового серебра и богемского стекла. Существует также отдел, посвящённый непосредственной истории Браунфельса, где можно увидеть ряд уникальных экспонатов. В частности фигурку бога плодородия III тысячелетия до нашей эры.

## Замок в массовой культуре
Замке Браунфельс становился декорацией при съёмке двух художественных фильмов:
- 2008 год. Здесь проходили съёмки фильма-сказки «Король Дроздобородый[нем.]».
- 2019 год. В комплексе снимали детский фильм «Макс и дикая природа 7[нем.]».

## Галерея

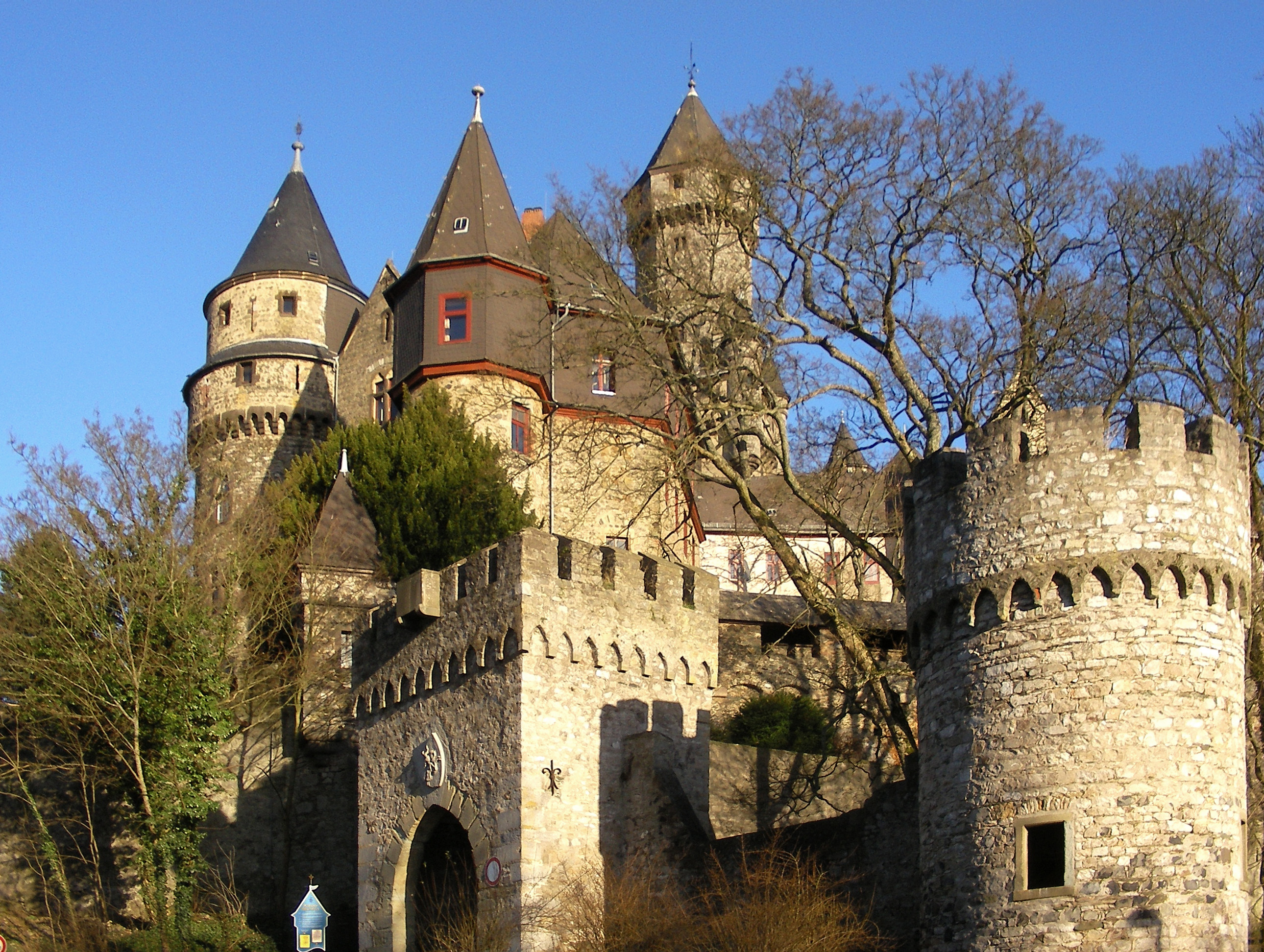
Вид замка с западной стороны
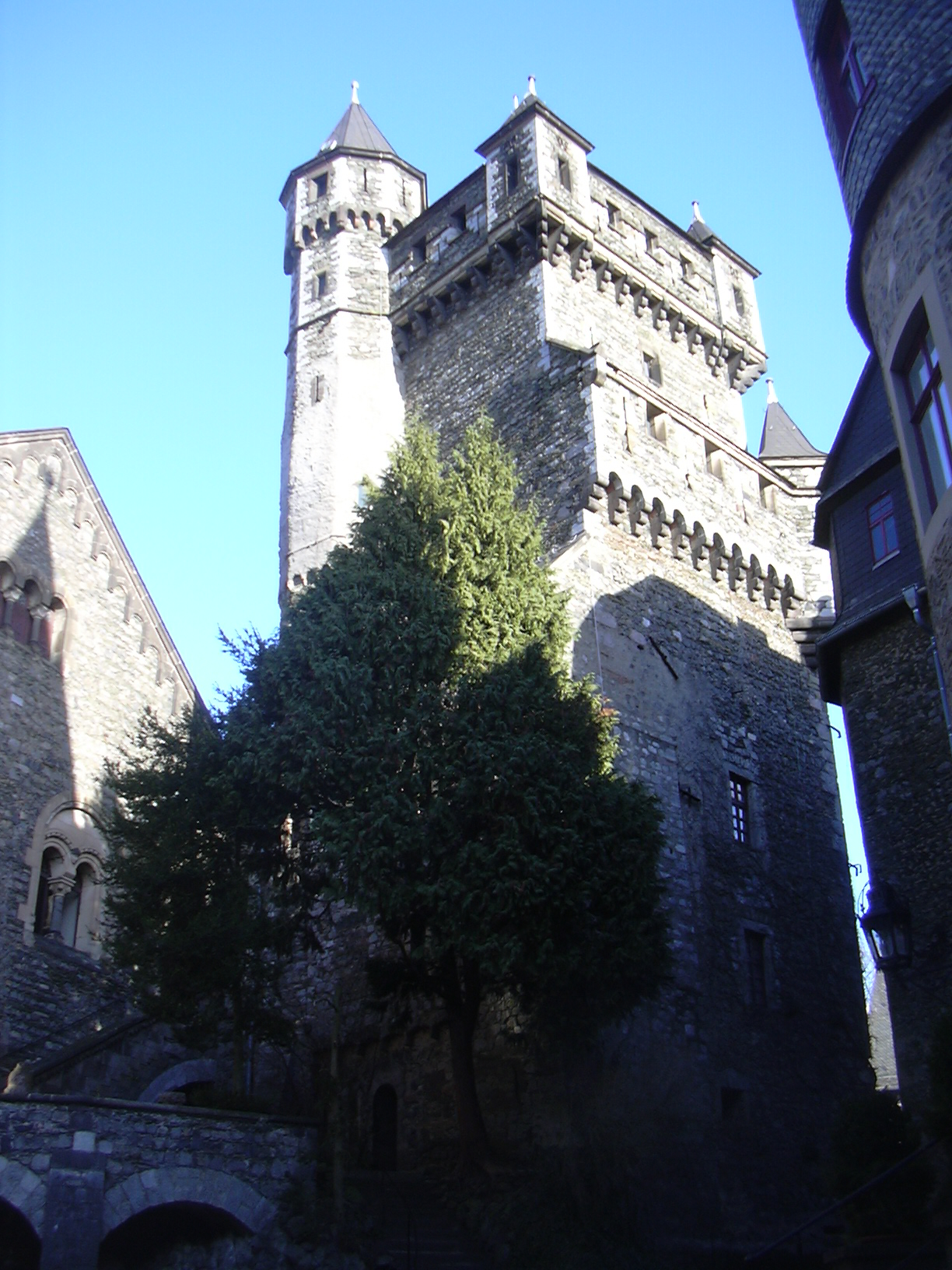
Башни в средневековом стиле
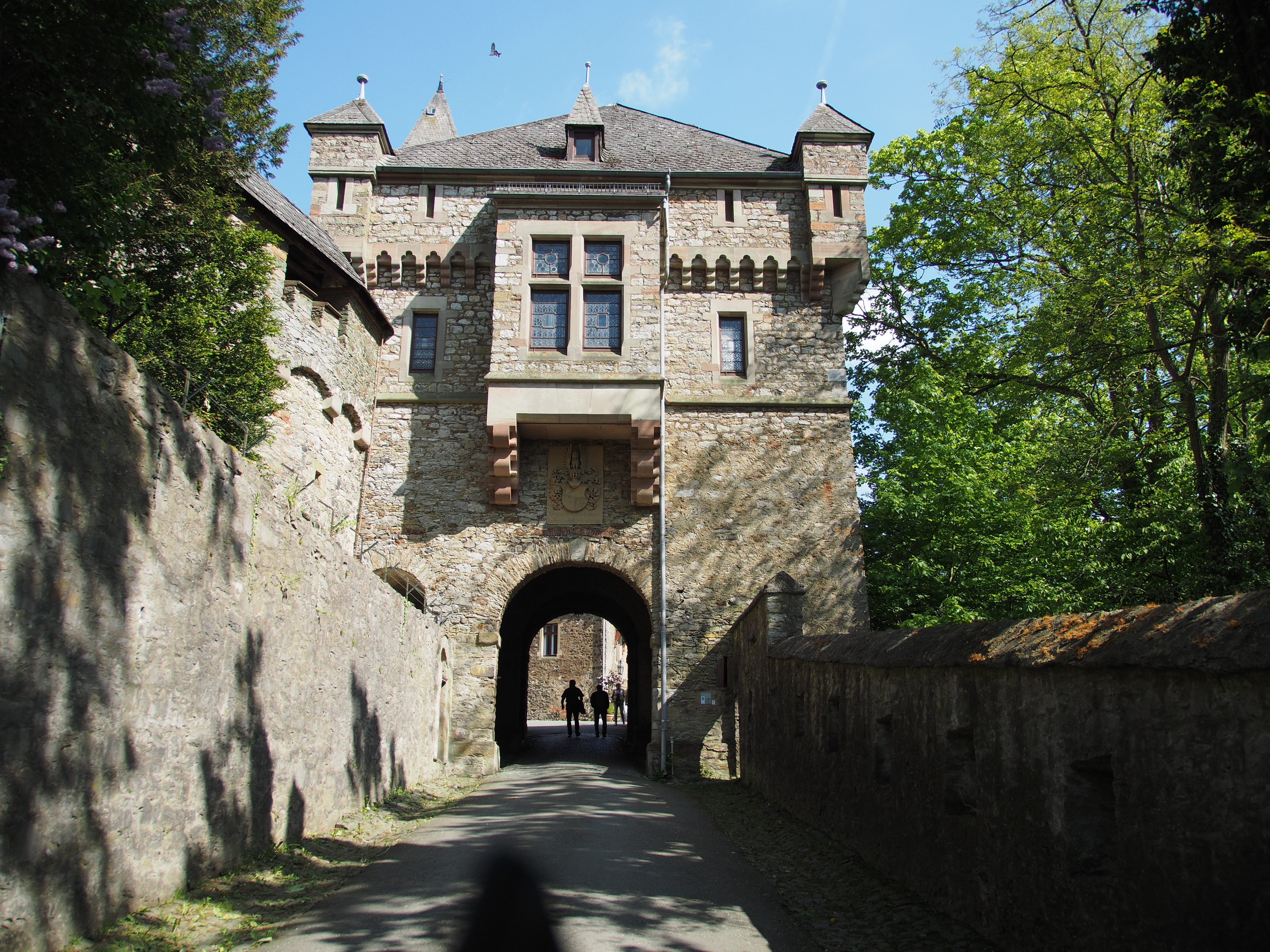
Главные ворота в торхаусе
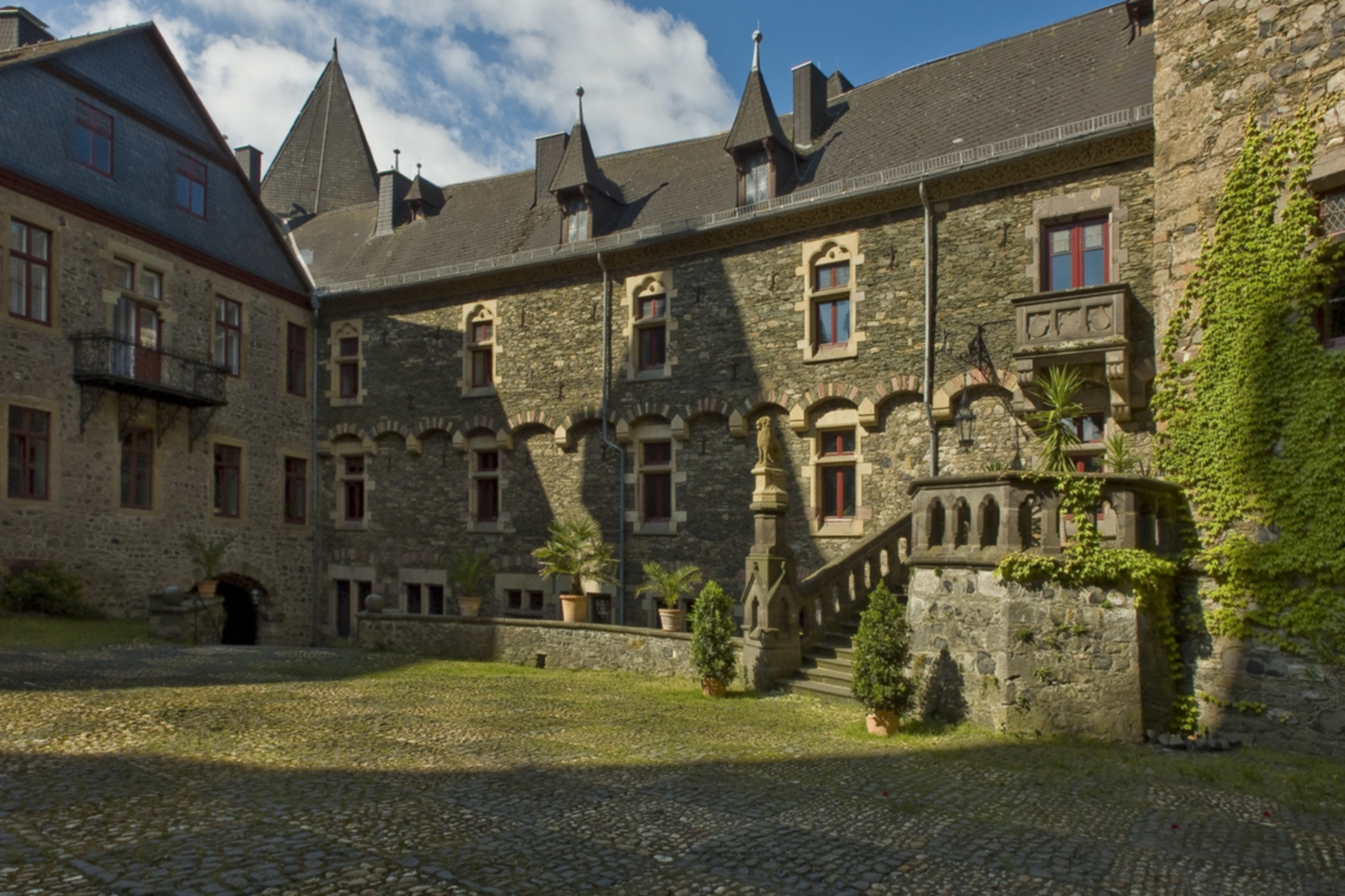
Внутренний двор замка
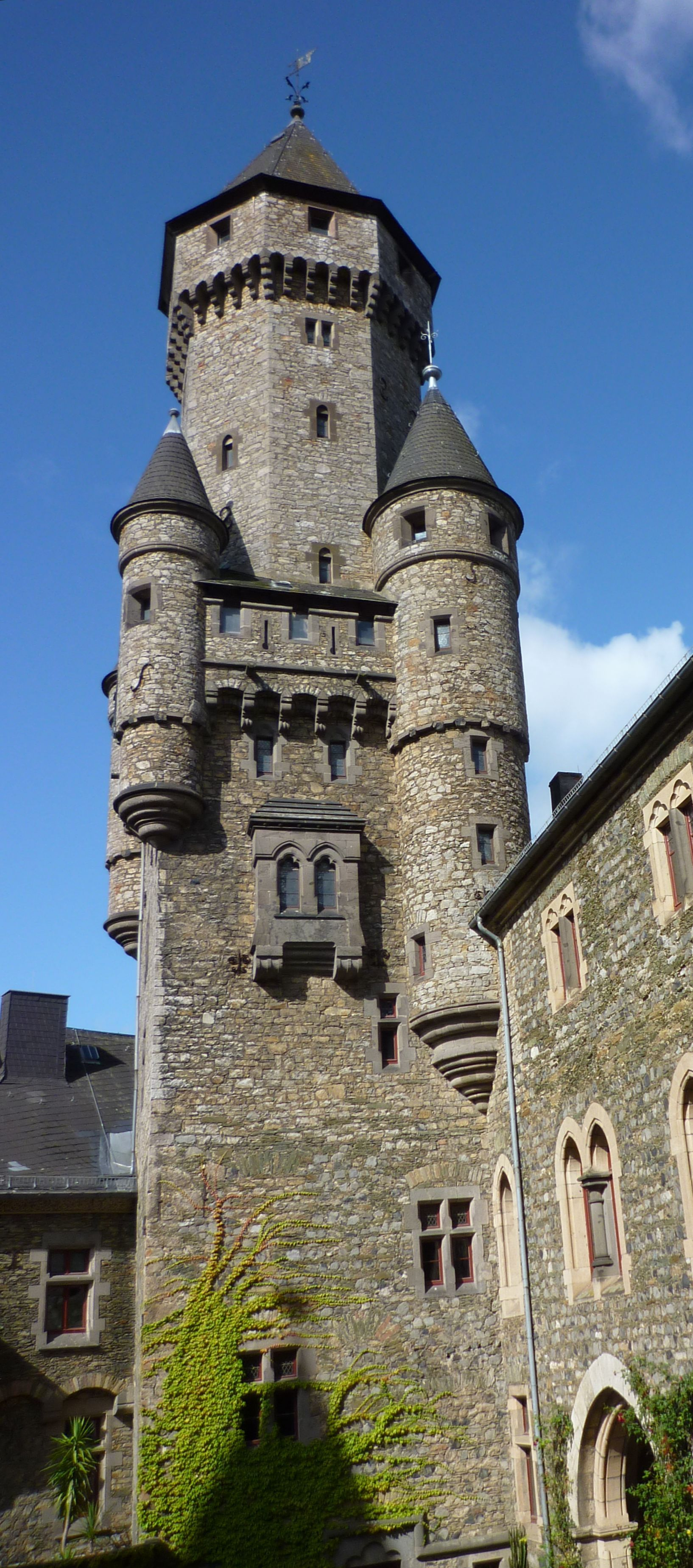
Самая высокая башня замка
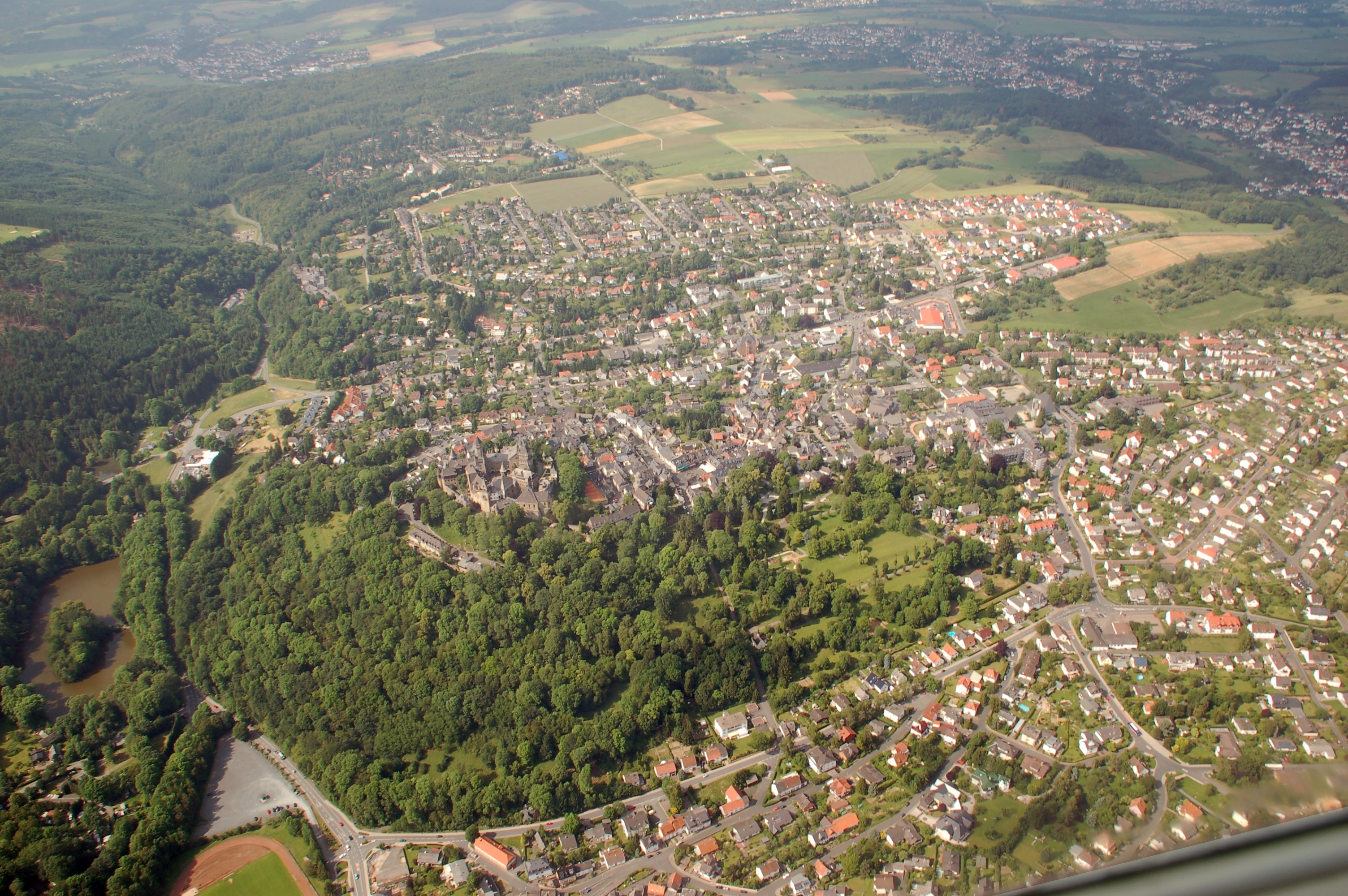
Вид города и замка с высоты птичьего полёта